# داماک (مجارستان)
داماک (به مجاری:  Damak) یک شهرداری در مجارستان است که در ناحیه ادلنی واقع شده‌است. داماک ۷٫۵۲ کیلومتر مربع مساحت و ۲۴۴ نفر جمعیت دارد.